# Hyalopsyche pilosa
Hyalopsyche pilosa là một loài Trichoptera trong họ Dipseudopsidae. Chúng phân bố ở miền Ấn Độ - Mã Lai.